# МО (тип речных судов)
МО "Малоозёрный" (проекты 839, 839А, 839А-03, 873, 873А) — серия одновинтовых пассажирских речных теплоходов с однодечной надстройкой, предназначенных для перевозок на внутригородских, пригородных и транзитных линиях малой и средней протяжённости, а также в качестве служебных разъездных судов для теплотехнических партий.
Строились с 1957 года на Московском судостроительном судоремонтном заводе, Невском судостроительном судоремонтном завод в Шлиссельбурге, Херсонском судоремонтно-судостроительном заводе им. Коминтерна.
Суда строились сравнительно большими сериями, и многие из них продолжают эксплуатироваться в настоящее время. Некоторые из них были переоборудованы в прогулочные суда повышенной комфортности.
Основные характеристики:
- длина: 29,54 м
- ширина: 5,2 м
- высота надводная: 6,04 м
- осадка: 1,09 м (средняя в порожнем), 1,21 м (при средней загрузке)
- пассажировместимость: 138 человек
- скорость: 20 км/ч
- двигатель: 6ЧНСП 18/22 (150 л. с.)
- класс регистра: О